# Wu Ching-Kuo
Wu Ching-Kuo, né le 18 octobre 1946, est un dirigeant sportif taïwanais qui a été président de l'Association internationale de boxe amateur (AIBA) de 2006 à 2017.
Cet ancien joueur de basket-ball universitaire est devenu architecte avant de créer sa propre société de conseil en 1986.
Il est membre du comité international olympique depuis 1988,. Le 20 mai 2013, il fait part de sa candidature pour l'élection du président du CIO qui doit se tenir le 10 septembre à Buenos Aires, en remplacement de Jacques Rogge qui ne peut se représenter. Il a été membre des commissions relatives à la coordination des Jeux olympiques de Nagano 1998, Pékin 2008, Rio 2016 et Pékin 2022.